# Верхньо-Карабахський канал
Верхньо-Карабахський канал ― зрошувальний канал, що введений в експлуатацію в 1958 році км. Його протяжність становить 172.4 км. Він бере свій початок з водосховища Мінгячевір та річки Кура.

## Створення
У 1951 році почалося проєктування Верхньо-Карабахського каналу. Канал було запущено у 1958 році.
Верхньо-Карабахський канал простягається до річки Аракс поблизу водного вузла Бахрамтепе і зрошує Карабаську і Мільську рівнини. Він бере свій початок з водосховища Мінгячевір та річки Кура. Вода, що забирається з верхньої головної установки дамби на озері, пропускається через тунель довжиною 1072 метрів і діаметром 4,9 метра, і подається в канал з нижньої головної установки.
Довжина побудованого каналу становить 172,4 км. Верхньо-Карабахський канал є другим за довжиною каналом після Самур-Апшеронський каналу (182 км) в Азербайджані. Середня пропускна сила каналу становить 113 кубометрів води за секунду, а максимальна — 138 кубометрів за секунду. Коли рівень води в річці Аракс опускається, можна подавати лише 45 кубічних метрів води в секунду до водного вузла Бахрамтепе.
Канал забезпечує водою 122 000 гектарів Карабахського регіону та Мільської рівнини (меншу частину Муганської рівнини). Під час інтенсивного зрошення вода передається з річки Кура в річку Аракс через Верхньо-Карабахський канал, щоб збільшити кількість води в річці Аракс і зрошувати рівнину Муган. 23150 гектарів орних земель Євлахського району зрошуються Верхньо-Карабахським каналом. Також вода з каналу використовується для охолодження на АзДРЕС (Азербайджанська державна регіональна електростанція). За даними АзДРЕС, хоча взимку поля не потребують води, у канал надходить 65 кубічних метрів води за секунду. Гаряча вода з системи охолодження повертається назад у канал. Ремонт каналу часто заважає роботі електростанції.
Оскільки гаряча вода, що надходить у канал, створює умови для росту різноманітних рослин у каналі, площа поперечного перерізу каналу зменшується, змінюються гідравлічні параметри та водонепроникна здатність каналу зменшується на 20-30 %. До будівництва Нагірно-Карабахського каналу середня глибина ґрунтових вод у каналі та навколо нього (1955 року) становила 10-15 м. Після запуску каналу середня глибина ґрунтових вод становила 5-6 м, а через 5-7 років — 3,0-3,5 м. У 1962 році середня глибина залягання ґрунтових вод в руслах біля Хачинчая становила вже 1,0-1,5 м.
На каналі розташовано 119 гідротехнічних споруд і 20 помпових станцій. Загалом зрошується 82 856 га.

## Вплив на навколишнє середовище
Лише 8 % зрошувальних каналів країни протяжністю 54 000 км повністю покриті бетоном. Понад 25 % води з них просочується в ґрунт. Внаслідок цього підвищується рівень ґрунтових вод, підтоплення землі і її заболочення. Також витік води з каналів значно зменшує зрошувальні потужності. Величезні втрати від нестачі води гальмують розвиток сільського господарства. За даними Дирекції Верхньо-Карабахського каналу, щосекунди з каналу в землю просочується в середньому 13 кубічних метрів води. Це означає 410 мільйонів кубічних втрат води на рік. Ця цифра у 2,2 раза більше, ніж на озері Джейранбатан Дам, яке є одним з найбільших водойм країни. З часу існування Верхньо-Карабахського каналу минуло понад 50 років. За цей період понад 20 кубічних кілометрів води, що протікали в каналі, просочилися у землю. Ця цифра, яка значно перевищує розмір Мінгячевірського водосховища, дає чітке уявлення про те, що недоліки в будівництві магістральних зрошувальних каналів мають серйозні наслідки.